# Yulduz Kuchkarova
Yulduz Rustam qizi Kuchkarova (ur. 25 stycznia 1994 w Taszkencie) – uzbecka pływaczka, uczestniczka igrzysk olimpijskich w Londynie w 2012 r.

## Występy na igrzyskach olimpijskich
Kuchkarova wystąpiła na igrzyskach olimpijskich w Londynie w konkurencji 200 m grzbietem. W swoim wyścigu eliminacyjnym zdobyła 5. miejsce z czasem 2:18.60 min. Wynik ten nie pozwolił jej na dalszą rywalizację. Została łącznie sklasyfikowana na 37. miejscu.